# Singerbach
Der Singerbach in Oberbayern ist ein Zufluss zum Starnberger See auf dessen Südostseite.
Der mündungsfernste Zufluss liegt in der Nähe der Eitzenberger Weiher, die jedoch in östlicher Richtung zum Brünnlesbach entwässern. Der Singerbach fließt dagegen in weitgehend nordöstlicher Richtung, unterquert die Bundesautobahn 95 und bildet daraufhin mäandrierend über etwa 4 Kilometer die Gemeindegrenze zwischen Iffeldorf und Münsing, dadurch auch die Landkreisgrenze zwischen Weilheim-Schongau und Bad Tölz-Wolfratshausen. Diese Landkreisgrenze setzt sich im Bach in der Grenze zwischen Seeshaupt und Münsing einen knappen Kilometer fort bis zur Mündung von Südosten in den Starnberger See bei Sankt Heinrich
Bei Schechen bildet er zusätzlich zur Gemeinde- und Landkreisgrenze auch die Nordostgrenze des Naturschutzgebietes Osterseen.